# غوردون ديفيدسون (مخرج)
غوردون ديفيدسون (بالإنجليزية: Gordon Davidson)‏ هو مخرج أمريكي، ولد في 7 مايو 1933 في بروكلين في الولايات المتحدة، وتوفي في 2 أكتوبر 2016 في لوس أنجلوس في الولايات المتحدة.

## وصلات خارجية
- غوردون ديفيدسون على موقع IMDb (الإنجليزية)
- غوردون ديفيدسون على موقع أول موفي (الإنجليزية)
- غوردون ديفيدسون على موقع قاعدة بيانات برودواي على الإنترنت (الإنجليزية)
- غوردون ديفيدسون على موقع ديسكوغز (الإنجليزية)
- غوردون ديفيدسون على موقع قاعدة بيانات الفيلم (الإنجليزية)
- غوردون ديفيدسون على موقع كينوبويسك (الروسية)